# Bahnstrecke Nowy Urengoi–Jamburg
| Die Bahnstrecke von Nowy Urengoi–Jamburg (graue Strecke in der oberen Kartenmitte) |                          |                                 |                                 |
| Streckenlänge: | 238 km                   |                                 |                                 |
| Spurweite: | 1520 mm (Russische Spur) |                                 |                                 |
| |                          |                                 |                                 |
| \| \| \| Polarkreiseisenbahn von Tschum \| \| \| \| 0 \| Nowy Urengoi \| Nowy Urengoi \| \| \| \| Polarkreiseisenbahn nach Igarka \| \| \| \| 5 \| Jewojacha \| Jewojacha \| \| \| 11 \| Jewojacha \| Jewojacha \| \| \| 12 \| Ngopoichorlowajacha \| Ngopoichorlowajacha \| \| \| 12 \| Nowy Urengoi / Purowski rajon \| Nowy Urengoi / Purowski rajon \| \| \| 15 \| Sidjachorlowajacha \| Sidjachorlowajacha \| \| \| 40 \| Ausweichstelle \| Ausweichstelle \| \| \| 43 \| Tangolowa \| Tangolowa \| \| \| 52 \| Ausweichstelle \| Ausweichstelle \| \| \| 60 \| Charassedajacha \| Charassedajacha \| \| \| 64 \| Ngarka-Tabjacha \| Ngarka-Tabjacha \| \| \| 79 \| Logatscheijacha \| Logatscheijacha \| \| \| 88 \| Tabsawei \| Tabsawei \| \| \| 89 \| Tabjacha \| Tabjacha \| \| \| 101 \| Selkupskaja \| Selkupskaja \| \| \| 102 \| Ausweichstelle \| Ausweichstelle \| \| \| 105 \| Pangtabnado-Chadutte \| Pangtabnado-Chadutte \| \| \| 109 \| Purowski rajon / Nadymski rajon \| Purowski rajon / Nadymski rajon \| \| \| 110 \| Tjurjacha \| Tjurjacha \| \| \| 120 \| Jenjacha \| Jenjacha \| \| \| 128 \| Wyngytojacha \| Wyngytojacha \| \| \| 130 \| Tenejacha \| Tenejacha \| \| \| 132 \| Ausweichstelle \| Ausweichstelle \| \| \| 144 \| Nischnjaja Chabirutta \| Nischnjaja Chabirutta \| \| \| 160 \| Chadutte \| Chadutte \| \| \| 196 \| Ngarka-Poilowajacha \| Ngarka-Poilowajacha \| \| \| 213 \| Tossowei \| Tossowei \| \| \| 231 \| Ausweichstelle \| Ausweichstelle \| \| \| 238 \| Jamburg \| Jamburg \| \| \| 242 \| Jamburg Hafen \| Jamburg Hafen \| |                          |                                 |                                 |
| Strecke |                          | Polarkreiseisenbahn von Tschum  | Polarkreiseisenbahn von Tschum  |
| Bahnhof | 0                        | Nowy Urengoi                    | Nowy Urengoi                    |
| Abzweig geradeaus und nach rechts |                          | Polarkreiseisenbahn nach Igarka | Polarkreiseisenbahn nach Igarka |
| Brücke über Wasserlauf | 5                        | Jewojacha                       | Jewojacha                       |
| Betriebs-/Güterbahnhof Strecke ab hier außer Betrieb | 11                       | Jewojacha                       | Jewojacha                       |
| Brücke über Wasserlauf (Strecke außer Betrieb) | 12                       | Ngopoichorlowajacha             | Ngopoichorlowajacha             |
| Grenze (Strecke außer Betrieb) | 12                       | Nowy Urengoi / Purowski rajon   | Nowy Urengoi / Purowski rajon   |
| Brücke über Wasserlauf (Strecke außer Betrieb) | 15                       | Sidjachorlowajacha              | Sidjachorlowajacha              |
| Blockstelle (Strecke außer Betrieb) | 40                       | Ausweichstelle                  | Ausweichstelle                  |
| Brücke über Wasserlauf (Strecke außer Betrieb) | 43                       | Tangolowa                       | Tangolowa                       |
| Blockstelle (Strecke außer Betrieb) | 52                       | Ausweichstelle                  | Ausweichstelle                  |
| Brücke über Wasserlauf (Strecke außer Betrieb) | 60                       | Charassedajacha                 | Charassedajacha                 |
| Brücke über Wasserlauf (Strecke außer Betrieb) | 64                       | Ngarka-Tabjacha                 | Ngarka-Tabjacha                 |
| Brücke über Wasserlauf (Strecke außer Betrieb) | 79                       | Logatscheijacha                 | Logatscheijacha                 |
| Haltepunkt / Haltestelle (Strecke außer Betrieb) | 88                       | Tabsawei                        | Tabsawei                        |
| Brücke über Wasserlauf (Strecke außer Betrieb) | 89                       | Tabjacha                        | Tabjacha                        |
| Dienststation / Betriebs- oder Güterbahnhof (Strecke außer Betrieb) | 101                      | Selkupskaja                     | Selkupskaja                     |
| Blockstelle (Strecke außer Betrieb) | 102                      | Ausweichstelle                  | Ausweichstelle                  |
| Brücke über Wasserlauf (Strecke außer Betrieb) | 105                      | Pangtabnado-Chadutte            | Pangtabnado-Chadutte            |
| Grenze (Strecke außer Betrieb) | 109                      | Purowski rajon / Nadymski rajon | Purowski rajon / Nadymski rajon |
| Brücke über Wasserlauf (Strecke außer Betrieb) | 110                      | Tjurjacha                       | Tjurjacha                       |
| Brücke über Wasserlauf (Strecke außer Betrieb) | 120                      | Jenjacha                        | Jenjacha                        |
| Brücke über Wasserlauf (Strecke außer Betrieb) | 128                      | Wyngytojacha                    | Wyngytojacha                    |
| Brücke über Wasserlauf (Strecke außer Betrieb) | 130                      | Tenejacha                       | Tenejacha                       |
| Blockstelle (Strecke außer Betrieb) | 132                      | Ausweichstelle                  | Ausweichstelle                  |
| Brücke über Wasserlauf (Strecke außer Betrieb) | 144                      | Nischnjaja Chabirutta           | Nischnjaja Chabirutta           |
| Brücke über Wasserlauf (Strecke außer Betrieb) | 160                      | Chadutte                        | Chadutte                        |
| Brücke über Wasserlauf (Strecke außer Betrieb) | 196                      | Ngarka-Poilowajacha             | Ngarka-Poilowajacha             |
| Dienststation / Betriebs- oder Güterbahnhof (Strecke außer Betrieb) | 213                      | Tossowei                        | Tossowei                        |
| Blockstelle (Strecke außer Betrieb) | 231                      | Ausweichstelle                  | Ausweichstelle                  |
| Dienststation / Betriebs- oder Güterbahnhof (Strecke außer Betrieb) | 238                      | Jamburg                         | Jamburg                         |
| Betriebsstelle Streckenende (Strecke außer Betrieb) | 242                      | Jamburg Hafen                   | Jamburg Hafen                   |

Die Bahnstrecke Nowy Urengoi–Jamburg (russisch Желе́зная доро́га Новый Уренгой–Ямбург) ist eine eingleisige, elektrifizierte Eisenbahnstrecke im Nordwesten des asiatischen Teils Russlands, die vom Eisenbahnabzweig Nowy Urengoi der Polarkreiseisenbahn in der russischen Spurbreite (1520 mm) nach Norden bis zur Ortschaft Jamburg bzw. dem östlichen Ufer des Obbusens führt. Diese Eisenbahnstrecke, die seit dem Jahr 1986 in Betrieb ist, verläuft vollständig durch das Gebiet des Autonomen Kreises der Jamal-Nenzen.

## Planung und Bau
Durch den Beschluss des damaligen Ministerrates der UdSSR und des Zentralkomitees der KPdSU wurde der Streckenbau – wie man damals sagte – auf Kosten der Kapital-Investitionen der „Erdgas-Industrie“ 1980 ins Leben gerufen. Gemäß dem Plan wurden zwischen 1983 und 1986 die Streckenabschnitte nach und nach in Betrieb genommen.

## Eigentümer
Eigentümer und Bahnbetreiber ist heute die Jamal-Eisenbahngesellschaft. Das Aktienunternehmen wurde 2003 von der Verwaltung des Autonomen Kreises der Jamal-Nenzen, der Swerdlowsker Eisenbahn als Regionaldirektion der Russische Eisenbahnen (RŽD) und der Sewtjumentransput als Joint Venture gegründet. Damit hat die russische Regierung beschlossen, die Verschiebungen der Gasförderung in das Gasfeld Jamburg (immerhin das drittgrößte der Welt) zu fördern und mit den notwendigen Materialien auszurüsten bzw. zu betreiben. Auf der Strecke verkehrenden TEP70-Lokomotiven der RŽD. Die Züge gehören jedoch den Erdöl- und Erdgasfördergesellschaften, die durch diese auch eingesetzt werden. Eine maßgebliche Rolle spielt in dieser Region das Joint Venture zwischen Gazprom und Wintershall.

## Verwendungszweck
Durch die Entdeckung und den Beschluss, das Gasfeld Jamburg mit einem damals geschätzten förderbaren Volumen von 7 Billionen m³ auszubeuten, musste eine ganzjährige Versorgungsmöglichkeit dorthin geschaffen werden. Da der Obbusen viele Monate zugefroren ist, fiel die Entscheidung, eine Eisenbahn von Novy Urengoi nach Jamburg zu bauen. Als im Juli 1986 der Betrieb der Bahnstrecke begann, wurden zunächst Ausrüstungsmaterialien für die Gaserzeugung sowie Fahrbahnplatten, Rohre usw. angeliefert. Später kamen täglich zwei bis drei Güterzüge mit Personenbeförderung hinzu.

## Betrieb
Für den langen und stürmischen Winter mussten entlang der Bahnstrecke 8–10 Meter hohe Böschungen aufgeschüttet werden, um diese vor Schneeverwehungen und damit vor Betriebsausfällen zu schützen. Von Nowy Urengoi nach Jamburg fuhren TE3 oder zwei TEM2 (TEM2 in Doppeltraktion).
Seit Juni 2015 gibt es Meldungen, dass weite Teile der Strecke – welche von den Anliegern auch „Straße des Lebens“ genannt wird – nicht befahren werden. Nur der Abschnitt von Nowy Urengoi bis zur Station Jewojacha bleibt in Betrieb. Die Jamal-Eisenbahn listet die Bahnhöfe als „vorübergehend außer Betrieb“.
Die parallel der Bahnstrecke entstandene asphaltierte Straße ist ganzjährig nutzbar.